# باسيليوس أوجين الأول
كان باسيليوس أوجين الأول السابع عشر من مطارنة كنيسة مالانكارا اليعقوبية السريانية الأرثوذكسية ورابع كاثوليكوس للشرق في كنيسة مالانكارا.

## الأيام الأولى والتعليم
ولد في 26 يونيو 1884 في بوثونكروز، مقاطعة ارناكولام في ولاية كيرلا الهندية. والده هو القس أبراهام مالبان من عائلة شوتاكولاثينكارا وأناما من شروفيليل فاليال. كان والده عالِمًا في اللغة السريانية. عندما تعمد بيد المطران بولس إيفانيوس، أطلق عليه ماثاي. كان إيفانيوس مدرسًا للسريانية ومعلمًا لوالده. تلقى ماثاي تعليمه الابتدائي في بوثونكروز أثناء إقامته في منزل عائلة والدته. في سن مبكرة جدًا، تتلمذ علي يد معلم الكنيسة ماثون كورايبيسكوبا من كونات وتلقى تعليمه اللاهوتي من مدرسة بامباكودا. رُسم مساعد شماس بيد المطران كادافيل بولوس مار أثناسيوس. انضم ماثاي إلى مدرسة لاهوتية في كوتايام، وتعلم اللغة الإنجليزية.

### في الشرق الأوسط
في تلك الأيام، التقى ماثاي بصليبة من سوريا (لاحقًا المطران صليبة أسثاثيوس). قاموا معًا بزيارة كل كنيسة تقريبًا في مالانكارا. كان ماثاي يترجم الخطب السريانية لصليبا. غادر ماثاي إلى سوريا مع صليبة عام 1905، ورُسم شماسًا في دير القديس ماثيو في آشور. خلال إقامته في أقدم دير لمار أوجن في ثورابدين، اتخذ ماثاي اسم أوجين. مكث عدة أيام مع بطريرك أنطاكية إغناطيوس عبد المسيح الثاني في دير مار إبراهام في ثرابدين. ثم سافر إلى ماردين ووصل إلى كركومة ديارا حيث مكث قرابة تسعة أشهر ودرس عدة كتب نادرة باللغة السريانية. في عام 1908، رُقي إلى رتبة رهبانية رامبان على يد البطريرك إغناطيوس عبد الله في دير القديس مرقس للسريان الأرثوذكس في القدس.
أثناء إقامته في ثرابدين، تقابل أوجين رامبان مع بعض القادة في مالانكارا. وقدم المعلومات عن البطريرك المخلوع إغناطيوس عبد المسيح الثاني إلى المطران فاتاسريل ديونسيوس.

### العودة إلى الهند والرسامة
عند عودته إلى مالانكارا، رُسم أوجين رامبان كاهنا بيد المطران صليبا أوستاثيوس في كنيسة كوتايام شيريا بالي. في عام 1909، رافق الأب أوجين رامبان البطريرك إغناطيوس عبد الله والمتروبوليت أوستاثيوس إلى الكنائس التي زاروها لترجمة خطاباتهما. كان محايدًا في الخلافات بين الفصائل في كنيسة مالانكارا. عندما وصل البطريرك إغناطيوس عبد المسيح الثاني إلى مالانكارا سنة 1912، زاره الأب أوجن في كنيسة القديسة مريم في نيرانام وأجرى لقاءً معه. وهناك حضر أيضًا حفل تنصيب المطران بولوس إيفانيوس بصفته كاثوليكوس الشرق باسيليوس بولس الأول. وغادر لاحقًا إلى مادراز لخدمة المؤمنين وإقامة القداس الإلهي هناك.
كرسه بطريرك أنطاكية وسائر المشرق إغناطيوس إلياس الثالث مطرانًا باسم ثيموثيوس في 15 مايو 1927 في القدس. عيّنه البطريرك المطران الرابع لكاندناد.
أصبح فيما بعد مديرًا للمدرسة اللاهوتية الأرثوذكسية (المدرسة القديمة)، كوتايام، كما كان مسؤولًا عن أبرشيات كاندناد وثومبامون.

## كاثوليكوس الشرق ومطران مالانكارا (1964-1975)
بعد أمر المحكمة العليا في عام 1958 الذي أنهى نزاعات استمرت نصف قرن، اتحد فصيلي كنيسة مالانكارا من جديد.
عندما اجتمعت مؤسسة مالانكارا التي أعيد توحيدها في نيرانام في 17 مايو 1962، تم انتخاب أوجين ثيوموثوس خلفًا لكاثوليكوس الشرق باسم باسيليوس جيفارجيس الثاني. بعد وفاة جيفارجيس الثاني، تولى ثيوموثوس المسؤولية باسم مطران مالانكارا. في 22 مايو 1964، تم تنصيب ثيوموثوس رسميًا ككاثوليكوس باسيليوس أوجين الأول من قبل بطريرك أنطاكية الزائر إغناطيوس يعقوب الثالث الذي وصل استجابة لدعوة مجمع مالانكارا. أقيم الحفل في المدرسة اللاهوتية في كوتايام.
في 20 نوفمبر 1964، تقرر تكريس عدد قليل آخر من الأساقفة، من أجل نمو الكنيسة.

### زيارة البابا بولس السادس
اعتاد البابا بولس السادس على زيارة رؤساء الكنائس في كل دولة قام بزيارتها. في زيارته للهند لحضور مؤتمر في بومباي، أعرب البابا عن رغبته في تبادل التحيات مع الرئيس الأعلى كنيسة مالانكارا اليعقوبية السريانية الأرثوذكسية، كاثوليكوس أوجين الأول. بسبب جدوله الزمني الضيق، لم يتمكن البابا من السفر من بومباي إلى ولاية كيرلا وسأل الكاثوليكوس إذا أمكن أن يزوره في بومباي. لقد وافق أوجين، وعُقد الاجتماع في 3 ديسمبر 1964 في الساعة 9.00 صباحًا. خلال الاجتماع في غرفة مرتبة بشكل خاص في قصر رئيس أساقفة بومباي الكاثوليكي، الأب فيليبس (لاحقًا المطران فيليبس ثيوفيلوس)  ورئيس الأساقفة فالاريان كريشوس كانا حاضرين. أبلغ الكاثوليكوس أن رحلته إلى بومباي كانت لغرض وحيد هو لقاء البابا. دعا البابا الكاثوليكوس لزيارة روما كضيف له. كما أعرب البابا عن رغبته في زيارة ولاية كيرالا والتعرف على المجتمع المسيحي القديم هناك. قرأ الأب فيليبس رسالة أوجين الأول المكونة من 433 كلمة إلى بولس السادس وقدمها إلى البابا. أجاب البابا في 470 كلمة، قائلاً إنه استمتع بحقيقة أن الهند كانت محظوظة بما يكفي للاستماع إلى الإنجيل في نفس الوقت مع أوروبا.

### مؤتمر أديس أبابا
في يناير 1965، حضر أوجين الأول البالغ من العمر 81 عامًا سينودس الكنائس الأرثوذكسية المشرقية في أديس أبابا، إثيوبيا. دعا إلى عقد السينودس إمبراطور إثيوبيا هيلا سيلاسي. إلى جانب الرؤساء الأرثوذكس المشرقيين الآخرين، كان بطريرك أنطاكية يعقوب الثالث حاضرًا أيضًا في هذه المناسبة. رافق الكاثوليكوس الأب دانيال فيلكسينوس، الأب جاكوب، الأب الدكتور صموئيل والأب الدكتور جوزيف. كان كاثوليكوس جيفارجيس الثاني قد أعرب عن رغبته في عقد مثل هذا المؤتمر لأول مرة.
بدأ المؤتمر في 15 يناير. جلس البطريرك يعقوب الثالث وكاثوليكوس الأرمن الأعلى فازكين الأول وكاثوليكوس أوجين الأول وكاثوليكوس كيليكيا خورن والبطريرك أبونا ثيوفيلوس على جانبي الإمبراطور على المنصة. افتتح الإمبراطور السينودس من 18 يناير فصاعدًا، تم اتخاذ العديد من القرارات الهامة في المؤتمر فيما يتعلق بالأرثوذكسية.
في 25 يناير، وصل أوجين الأول مع الوفد الهندي إلى القاهرة كضيوف على الكنيسة القبطية الأرثوذكسية وزاروا الكنائس والأماكن الهامة هناك. بعد يومين، ذهبوا إلى القدس. بعد زيارة بيروت وأنطلياس (مقر كاثوليكوس كيليكيا)، وصل الوفد إلى دمشق في 3 فبراير. واستقبل البطريرك اغناطيوس يعقوب الثالث الكاثوليكوس واعضاء الوفد الهندي بحفاوة. بعد الحوار الودي مع البطريرك، زار الكاثوليكوس حمص، حلب، الحسكة، ديريك والموصل.

### رفات القديس توما الرسول
وفي الموصل، استقبل البطريرك يعقوب الثالث والمطران سفيريوس زكا الوفد واصطحبوهما إلى مقر مطرانية الموصل في موكب. عندما تم تنفيذ أعمال ترميم جدار الكنيسة في الموصل (التي سميت على اسم الرسول القديس توما)، تمت استعادة رفات القديس توما الرسول من الهند. تم حفظ الرفات في صندوق رخامي مع نقش قديم لإسترانجيلا يقول إنه يحتوي على رفات مقدسة لمؤسس الكنيسة الهندية. واعتبر البطريرك أن الرفات هي هدية مناسبة للكنيسة الهندية تدل على إعادة إحلال السلام في الكنيسة، وشاهدة على تبشير الرسول بالإنجيل في الهند. أوجين الأول احتفل بالقداس الإلهي في تلك الكنيسة. في وسط القداس الإلهي، وضع البطريرك الرفات المقدسة في مكان مزين خصيصًا في المذبح، وأراهالأوجين الأول. بعد موكب كبير، اختتم القداس الإلهي.
وزار الكاثوليكوس والوفد بعد ذلك بغداد والبصرة والبحرين وقطر وشعب مالانكارا للسريان الأرثوذكس هناك، ثم عادوا إلى الهند. يتم الاحتفاظ بالرفات المقدسة للقديس توماس في قصر الكاثوليكيس، كوتايام.

### التكريس والإعلانات الهامة
بحلول نهاية مارس 1966، أعلن أوجين كنيسة مار إيليا، كوتايام ككاتدرائية كاثوليكوس الشرق.
في 24 أغسطس 1966، قام أوجين الأول بترقية يوهانون سيفيريوس وتوماس ثيموثيوس والدكتور فيليبس ثيوفيلوس كمطارنة في كنيسة كولينشيري القديس بطرس والقديس بولس. وقد تم تعيين هؤلاء المطارنة لقيادة أبرشيات كوشين، مليبار وانجامالي على التوالي.
ككاثوليكوس الشرق، كرّس أوجين الأول الميرون المقدس في المدرسة اللاهوتية القديمة، كوتايام في 21 ديسمبر 1967.

### الانشقاق الثاني لكنيسة مالنكارا السريانية
بحلول أوائل السبعينيات، كان هناك انشقاق ثانٍ في كنيسة مالانكارا اليعقوبية السريانية الأرثوذكسية وعاد الخلاف بين الفصائل إلى الظهور، وقبل أنصار البطريرك السرياني سلطة الكاثوليكوس باسيليوس بولوس الثاني الذي تم تنصيبه حديثًا. بعد وفاة أوجين الأول، انتخب باسيليوس ماثيوز ليكون خامس كاثوليكيس في كنيسة مالانكارا السريانية الأرثوذكسية.

## المنح السريانية
بعد أن أقام في مختلف الأديرة السريانية الأرثوذكسية في تركيا وسوريا، تواصل مع العديد من العلماء السريان مما ساعده على إتقان لغة الكنيسة السريانية. بإتقانه للغات المالايالامية والسنسكريتية والسريانية، قام بتأليف كتاب باللغة السريانية لأعياد القديسة مريم والقديس غريغوريوس من بارومالا وترجمها إلى المالايالامية. كما قام بتأليف كتاب عن المجامع المقدسة والحالة بعد الموت.

## التقاعد والوفاة
بسبب اعتلال صحته عند الشيخوخة، تخلى باسيليوس أوجين الأول عن الكرسي في 24 سبتمبر 1975 وتم تنصيب باسيليوس مارتوما ماثيو ككاثوليكوس.
بعد شهرين، في 8 ديسمبر 1975، توفي باسيليوس أوجين الأول ودفن في القصر الكاثوليكيس، ديفالوكام، كوتايام. الكنيسة تحتفل بعيد ذكرى الكاثوليكوس في 8 ديسمبر.